# Sporotrichopsis terrestris
Sporotrichopsis terrestris är en svampart som först beskrevs av Stephan Schulzer von Müggenburg, och fick sitt nu gällande namn av Stalpers 2000. Sporotrichopsis terrestris ingår i släktet Sporotrichopsis och familjen Meripilaceae.   Inga underarter finns listade i Catalogue of Life.